# Проклята гра
«Проклята гра» (англ. The Damnation Game) — роман жахів англійського письменника Клайва Баркера, вперше надрукований 1985 року видавництвом Weidenfeld & Nicolson. Написаний одразу після завершення першої трилогії «Книги крові» й розповідає фаустівську історію, яка відверто й детально зачіпає такі теми, як інцест, канібалізм та самокалічення. Це був його перший роман.

## Сюжет
Сюжет починається у Варшаві, зруйнованої Другою світовою війною, через демісяців після визволення Червоною армією. Злодій блукає по руїнах, виживаючи завдяки своєму розуму, і дізнається про присутність у місті таємничої особи, яка, як відомо, ніколи не програвала жодної гри. Після довгих пошуків злодієві вдається знайти гравця на ім’я Мамуліан і починає з ним карткову гру.
Нині (дата автором не вказана, ймовірно, на початку 1980-х) гравець Марті Штраус відбуває покарання у в’язниці. Одного разу у в’язниці з’являється якийсь містер Той, який пропонує йому умовно-дострокове звільнення та роботу охоронцем в одного з найбагатших людей світу Джозефа Вайтгеда. Марті Штраус приймає прпопозицію та поселяється в маєтку свого роботодавця. Проте виявляється, що робота складніша й небезпечніша, ніж він вважав спочатку. Марті потрапляє в серію надприродних подій за участю Вайтгеда та диявольської людини Мамуліана, з яким Вайтгед уклав угоду з дияволом під час Другої світової війни. Вайтгеда переслідують надприродні здібності Мамуліана (наприклад, воскрешати мертвих), щоб спонукати його виконати угоду Мамуліана. Вайтхед вирішує втекти після декількох зустрічей з Мамуліаном і після того, як у нього забрали дружину, колишнього охоронця та дочку Керіс. Маючи надію врятувати Керіс, Марті Штраус вважає, що Вайтгед все-таки заслужив покарання, а також вирішує врятувати героїнового наркомана від того, щоб стати черговою жертвою проклятої гри.

## Головні герої
- Марті Штраусс: Чоловік, залежний від азартних ігор та звільнений з в’язниці, працює особистим охоронцем та проживає в маєтку містера Вайтгеда.

- Містер Вайтгед: Наляканий чоловік, якого ЗМІ бачать як важливого багатого та відомого ексцентричного чоловіка, який у пролозі відомий як «злодій» і причетний до фаустівської угоди з Мамуліаном.

- Керіс — дочка містера Вайтгеда. Її заінтригував Мартін Штраусс, її «бігун», коли вона його побачила. Вона має особливий дар і бореться з залежністю.

- Мамуліан: Головний негативний герой роману, Мамуліан — дивна людина з дивними вміннями давати та забирати життя з відчуттям смерті, яке надає йому моторошну вдачу та поведінку диявольської, всемогутньої істоти.

- Ентоні Брір: Серійний вбивця дітей, який воскрес після того, як повісився під тиском Мамуліана, щоб стати його бойовиком.

- Містер Той: Головний помічник/права рука містера Вайтгеда.

- Пірл: Особистий кухар містера Вайтгеда.

- Лютер: Особистий водій лімузина містера Вайтгеда.

## Відгуки
Альгіс Будріс високо оцінив «Прокляту гра» як «майстерний роман», зазначивши, що «вона не передає того, що має хороша історія жахів» та «вона подає її елегантно з класичними темами».
Ніл Ґейман опублікував рецензію на «Прокляту гру» для журналу «Imagine» і заявив, що «Це просто найбільш грамотний і хвилюючий роман жахів, який я коли-небудь читав. Це те місце, де народжуються кошмари – читайте на свій страх і ризик, але читати [потрібно] обов’язково».
Дейвід Ленгфорд опублікував рецензію на «Прокляту гру» для «White Dwarf» № 85 і заявив, що «Баркер викручує її яскравістю та ефектними неприємними відеозображеннями – але настільки жорстоко, що обриває нитку [сюжету] задовго до того, як книга закінчиться».